# 하남시의 향토유적
하남시의 향토유적은 다음 각 호의 어느 하나에 해당하는 것을 말한다.
1. 「문화재보호법」 및 「경기도 문화재보호 조례」에 따라 문화재 및 건조물로 지정되지 아니한 것으로서 향토의 역사적·예술적·학술적 가치가 있는 것과 이에 준하는 고고 자료
2. 향토문화재로서 보존가치가 있을 것으로 기대되는 유적
3. 향토문화, 토속, 풍속을 연구하는데 필요한 자료

## 지정 목록
| 번호  | 그림 | 명칭                                        | 소재지                                  | 지정·해제일자         | 비고 |
| ----- | ---- | ------------------------------------------- | --------------------------------------- | --------------------- | ---- |
| 1호   |      | (미상)                                      |                                         |                       |      |
| 2호   |      | 밀성군묘역 및 신도비 (密成君墓域 및 神道碑) | 하남시 초이동 56(초이동)                | 1993년 2월 23일 지정  |      |
| 3호   |      | 사충서원 및 묘정비 (四忠書院 및 廟庭碑)     | 하남시 하남대로 232번길 89-8 (상산곡동) | 2001년 4월 9일 지정   |      |
| 4호   |      | 구산성지 (龜山聖地)                         | 하남시 망월동 387-12                    | 2001년 4월 9일 지정   |      |
| 5호   |      | 교산동 건물지                               | 하남시 교산동 78-3 일원                 | 2003년 4월 29일 지정  |      |
| 6호   |      | 운산군묘역 및 신도비                        | 하남시 초이동 산4-1                     | 2003년 11월 21일 지정 |      |
| 7호   |      | 광주이씨 시조비 묘역                        | 하남시 하남대로 888 (덕풍동)            | 2003년 11월 21일 지정 |      |
| 8호   |      | 유홍신도비                                  | 하남시 산곡동로106번길 55 (하산곡동)    | 2003년 11월 21일 지정 |      |
| 8-1호 |      | 기계유씨 유홍 묘역 및 석물                  | 하남시 하산곡동 산18-1번지              | 2017년 7월 28일 지정  |      |
| 9호   |      | 선성군 묘역 및 석물                         | 하남시 덕풍1동 산64                     | 2005년 4월 25일 지정  |      |
| 10호  |      | 현민 유진오박사 생가터                      | 하남시 상산곡동 512-2                   | 2006년 8월 21일 지정  |      |
| 11호  |      | 박강 묘역 및 석물                           | 하남시 초이동 산 5번지                  | 2006년 9월 28일 지정  |      |
| 12호  |      | 박치 묘역 및 석물                           | 하남시 초이동 산 20-1번지               | 2008년 1월 10일 지정  |      |
| 13호  |      | 열녀 완산이씨 묘역 및 석물                  | 하남시 감일로 142번길 118 (감일동)      | 2013년 10월 7일 지정  |      |
| 14호  |      | 이종생 묘역 및 석물                         | 하남시 감북동 산120-1번지               | 2013년 10월 7일 지정  |      |

## 참고 자료
- 하남시 홈페이지 - 고시/공고